# تايلر جورج
تايلر جورج (بالإنجليزية: Tyler George)‏ هو لاعب كرلنغ أمريكي، ولد في 6 أكتوبر 1982 في دولوث في الولايات المتحدة.

## وصلات خارجية
- تايلر جورج على موقع الاتحاد الدولي للكرلنغ (الإنجليزية)
- تايلر جورج على موقع اللجنة الأولمبية الدولية (الإنجليزية)
- تايلر جورج على موقع أوليمبيديا (الإنجليزية)
- تايلر جورج على موقع اللجنة الأولمبية والبارالمبية الأمريكية (الإنجليزية)